# Passiflora rufostipulata
Passiflora rufostipulata är en passionsblomsväxtart som beskrevs av C. Feuillet. Passiflora rufostipulata ingår i släktet passionsblommor, och familjen passionsblomsväxter. Inga underarter finns listade i Catalogue of Life.